# バセー・ブルー・ド・ガスコーニュ
バセー・ブルー・ド・ガスコーニュ（英：Basset Blue de Gascogne）は、フランス原産の短足セントハウンド犬種の1つである。

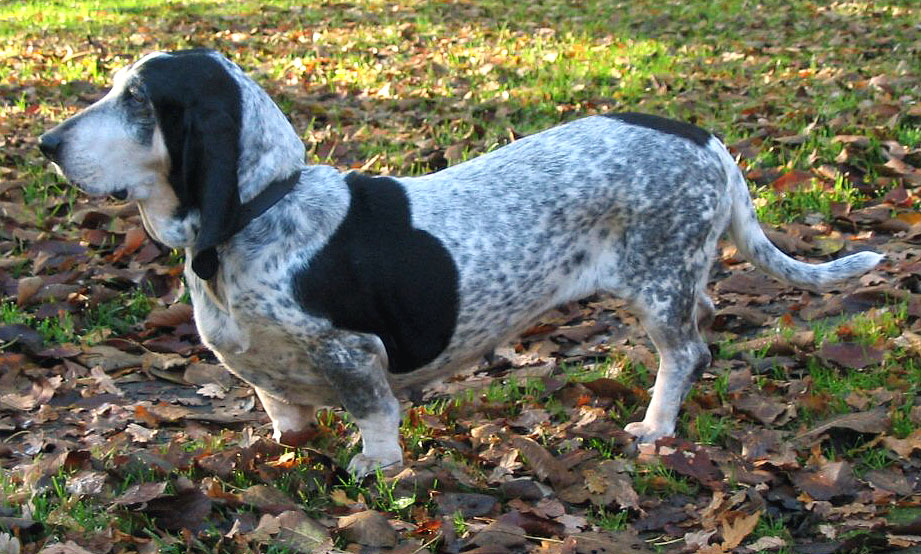
バセー・ブルー・ド・ガスコーニュ

## 歴史
12世紀に誕生した犬種で、グラン・ブルー・ド・ガスコーニュのから生まれる短足個体を元に作出された。19世紀ごろにはバセットハウンドとバセー・アルティジャン・ノルマンの血が導入され、今日の姿となった。
主にウサギやキツネを狩るのに使われた。パックで獲物の臭いを追跡し、発見することが仕事である。基本的に獲物への攻撃はあまり行わない。
20世紀頃に狩猟の縮小によりその頭数は激減し、更に第二次世界大戦の戦渦を被り、ほぼ絶滅の状態に陥ってしまった。1911年の時点で99％の犬が死亡し、絶滅の道を歩むのは時間の問題と思われていたが、アラン・ブルボンという本種のブリーダーが復興活動を熱心に行い、1人で犬種の再生を目指して繁殖計画を立てた。まず、フランス中から本種を探し出して集め、発見された雌犬と、これの血を引くバセットタイプの雄犬と交配させた。これによって生まれた犬のうち、足が適度に短いものを選択して本種の混血種と交配を重ね、以前の性質・姿を持つ犬を復元することができた。
今日も頭数はまだ少なく、フランス国外では飼育されていない。
因みに、再生計画を成し遂げたブリーダーは本種を猟犬としてより、家庭犬として飼育するほうに向いているということを度々指摘し、「本種は痛風を患った、年配の猟師のお供に向いている」というジョークを残している。このジョークは本種の動きが非常にゆったりしているために言われたものと解釈されがちだが、実は大意はその点ではなく、主人思いの犬で、足を痛めて動けない主人を気遣いながら猟ができる犬であるということを表したものであると伝えられている。

## 特徴
バセットタイプの犬種のため、胴が長く脚が短い。この特徴のため早く走ることはできないが、その分持久力があり、起伏の激しい場所や大型種が入れない狭い場所にも入って駆け回ることができる。脚が短いこと以外はプティ・ブルー・ド・ガスコーニュによく似ている。マズルは先細りでストップは浅く、首は丈夫である。耳は長めの垂れ耳、尾は飾り毛の無い先細りの垂れ尾。コートは滑らかなスムースコートで、毛色はブルー・ローン（青かす毛）をベースとしてブラックの斑とマーキング、そして目の上やマズル、胸部、足先などにタンのマーキングが入ったもの。体高34〜42cm、体重16〜18kgの中型犬で、性格は忠実で愛情深く、警戒心が強い。状況判断力が高く、主人の危機を察知して迅速な対処を行うこともできる。運動量は普通で、罹り易い病気は胃捻転や胴長の犬種にありがちな椎間板ヘルニアなどがある。ドッグフードの一気食いや食後すぐの運動は胃捻転による死亡のリスクを高めるため、避けるべきである。